# Hocine Ragued
Hocine Ragued (ur. 11 lutego 1983 w Paryżu) – tunezyjski piłkarz grający na pozycji pomocnika.
Karierę rozpoczął w Paris Saint-Germain, w którym rozegrał jedno spotkanie w Ligue 1. W latach 2002–2003 był wypożyczony do FC Istres, a w 2004 roku do FC Gueugnon. W latach 2006–2009 grał w RAEC Mons, a w latach 2009–2011 w Slavii Praga. Z kolei w sezonie 2011/2012 był piłkarzem Karabüksporu. Posiada także obywatelstwo francuskie. W reprezentacji Tunezji zadebiutował w 2006 roku.